# Dani Shmulevich-Rom
Daniel Shmulevich-Rom, em hebraico, דניאל שמולביץ' רום (Palestina, 29 de novembro de 1940 – 18 de janeiro de 2021), foi um futebolista israelense que atuou como atacante. 

## Carreira
Shmulevich-Rom jogou no Maccabi Haifa, com o qual conquistou a Copa do Estado de Israel em 1962, tendo contribuído na semifinal contra o Hapoel Petah Tikva a anotar três gols. Durante o seu período no clube, atuou em 324 partidas e marcou 98 gols.
Disputou a Copa do Mundo FIFA de 1970.

## Morte
Shmulevich-Rom morreu em 18 de janeiro de 2021 aos 80 anos depois de uma longa batalha contra o câncer.